# Кристиан Мунджиу
Кристиан Мунджиу (на румънски: Cristian Mungiu) е румънски филмов режисьор, продуцент и сценарист, носител на Златна палма от кинофестивала в Кан през 2007 година.
Мунджиу е роден в Яш, където завършва и местния университет. По-късно се премества в Букурещ където завършва филмова режисура. След няколко късометражни филма, Мунджиу завършва първия си пълнометражен филм през 2002 година - Occident. Филмът печели адмирации от критиката, както и множество награди и е представен в „Петнайсетдневката на режисьорите“ на кинофестивала в Кан. През 2007 година излиза и втория му филм - 4 месеца, 3 седмици и 2 дни, който придобива огромен успех и печели Златната палма в Кан. Така Мунджиу става първият румънец спечелил тази награда.
Мунджиу определя като режисьори, оказали му най-голямо влияние, Милош Форман и Робърт Олтмън, а сред любимите му филми е „Крадци на велосипеди“.

## Филмография
- 2000 – три късометражни филма
- 2002 – Occident
- 2005 – Lost and Found – сегмент Turkey Girl
- 2007 – 4 месеца, 3 седмици и 2 дни
- 2009 – Tales from the Golden Age
- 2012 – Отвъд хълмовете
- 2016 – Завършване